# Jérôme Boateng
Jérôme Agyenim Boateng (Nyugat-Berlin, 1988. szeptember 3.–) világbajnok német válogatott labdarúgó, a LASK Linz védője.

## Pályafutása
Boateng Berlinben nőtt fel és a Tennis Borussia Berlinben kezdett el focizni. Azután váltott, és a Hertha BSC-hez igazolt. 2007. január 31-én játszotta az első Bundesliga-meccsét a Hannover ellen, amelyet elveszítettek. A 2007–2008-as szezonban igazolt a Hamburghoz. 2010-ben 5 éves szerződést írt alá a Manchester City-hez, de sérülése miatt csak a 6. fordulóban debütált a Chelsea elleni mérkőzés 89. percében. Első meccsét 2010 októberében a Newcastle ellen játszotta végig.
2011. július 15-én, hosszas tárgyalások után a Manchester City beadta a derekát és elengedték a távozni akaró Boatenget, aki 2015. június 30-ig írt alá a Bayern München-hez. Az átigazolási összeget a felek közös megegyezés alapján nem hozzák nyilvánosságra.
2011. augusztus 6-án debütált a bajnokságban a Borussia Mönchengladbach ellen.
2021 nyarán a francia élvonalban szereplő Lyon játékosa lett.
2024. február 2-án az olasz Salernitana csapatához csatlakozott a szezon végéig.
2024. május 31-én aláírt az osztrák LASK Linz csapatához.

### A válogatottban
2009-ben Európa-bajnokságot nyert a német U21-es válogatottal. 2009. október 3-án debütált a felnőtt válogatottban.
Tagja volt a 2010-es vb-n bronzérmet és a 2012-es Eb-n bronzérmet nyerő német válogatottnak.

## Statisztika

### Góljai a válogatottban
| # | Dátum            | Helyszín                                              | Ellenfél  | Gólja | Végeredmény | Kiírás                   |
| - | ---------------- | ----------------------------------------------------- | --------- | ----- | ----------- | ------------------------ |
| 1 | 2016. június 26. | Stade Pierre-Mauroy, Villeneuve-d’Ascq, Franciaország | Szlovákia | 1–0   | 3–0         | 2016-os Európa-bajnokság |

## Családja
Boateng édesanyja német, édesapja ghánai. 3 testvére van 2 fiú és egy lány. Két fiútestvére focizik, Kevin-Prince Boateng a Fiorentina-ban játszik és a ghánai labdarúgó-válogatottat erősíti. A másik testvére George (nem azonos a Hull City-ben futballozó George Boatenggel) is focizik alacsonyabb osztályú csapatokban.

## Sikerei, díjai
- Bayern München
  - Német bajnok: 2013, 2014, 2015, 2016
  - Német kupagyőztes: 2013
  - Német Szuperkupa győztes: 2012
  - Bajnokok Ligája győztes: 2013
  - Európai Szuperkupa győztes: 2013
- Válogatottal
  - Német junior bajnok: 2005
  - U21-es Európa-bajnok: 2009
  - Világbajnoki bronzérmes: 2010
  - Európa-bajnoki bronzérem: 2012, 2016
  - Világbajnoki aranyérmes: 2014